# Chikkamoraba, Hirekerur
Chikkamoraba là một làng thuộc tehsil Hirekerur, huyện Haveri, bang Karnataka, Ấn Độ.